# 花为媒
《花为媒》是评剧经典剧目，喜剧。剧名的意思为“以花为媒”，改编自《聊斋志异·寄生》。风格幽默，唱词优美。几个高潮或著名唱段为：报花名，菱花自叹，闹洞房。

## 主要角色
- 张五可
- 王俊卿
- 李月娥
- 贾俊英

## 剧情
张五可生就芙蓉面、樱桃口，貌美如仙、知书达理，然而托媒婆阮妈说媒却遭王家公子王俊卿拒绝和抵毁，心中气愤非常。而王俊卿诋毁张五可的原因是，他早已与表姐李月娥以香罗帕为媒私定终生。
王公子表弟贾俊英为救王俊卿只好假冒王去相亲，在花园中与张小姐一见钟情，并以玫瑰花为定情信物，而此时张小姐却不知自己爱上的是王俊卿的表弟贾俊英，以为和自己私定终生的是王俊卿本人。
而后，在王俊卿与李月娥成亲之日，张五可非常气愤，到王俊卿家中一探究竟。终于明白事情原委，这时两对夫妻：王俊卿和李月娥、贾俊英和张五可，皆大欢喜，各自成亲。

## 创作过程
评剧《花为媒》产生于1919年前后。由评剧创始人成兆才根据《聊斋志异》中“寄生”一文改编成喜剧《花为媒》。由于原剧结局为一夫二妻，因此中国大陆在1949年后多年辍演此剧。
1964年陈怀平、吕子英重新整理《花为媒》，增添了一个人物贾俊英，最终成就了两对佳偶。这一改变挽救了这出传统评剧，使它成为评剧的保留剧目。

## 衍生
《花为媒》曾经由长春电影制片厂于1963年改编成电影。由成兆才编剧，吴祖光改编。新凤霞、赵丽蓉等主演。
豫剧《花为媒》为开封市豫剧团的主要剧目之一。